# Грейди, Кристофер Уотсон
Кри́стофер Уо́тсон Гре́йди (англ. Christopher Watson Grady; род. 28 ноября 1962, Портсмут, Виргиния) — адмирал ВМС США, 12-й вице-председатель Объединённого комитета начальников штабов с 20 декабря 2021 года. С 21 февраля по 11 апреля 2025 года Грейди занимал должность исполняющего обязанности председателя Объединённого комитета начальников штабов.
В 1984 году окончил университет Нотр-Дам (г. Саут-Бенд, штат Индиана), вступил в ряды ВМС по окончании программы подготовки Корпуса офицеров резерва. Заслужил титул «старого моряка», офицера на действительной службе ВМС, прослужившего самый длительный срок на надводных кораблях. Получил этот титул и соответствующий трофей от адмирала Филиппа С. Дэвидсона 20 апреля 2021 года.
Занимал посты командующего Шестого флота, военно-морских ударных сил и снабжения НАТО, заместителя командующего сил ВМС Европа-Африка, объединённого компонента морского командующего в Европе с октября 2016 по март 2018 года. Возглавлял командование силами флота и Северное командование сил флота США с мая 2018 по декабрь 2021 года также с февраля 2019 года дополнительно возглавлял стратегическое командование ВМС объединённый морской компонент.

## Биография

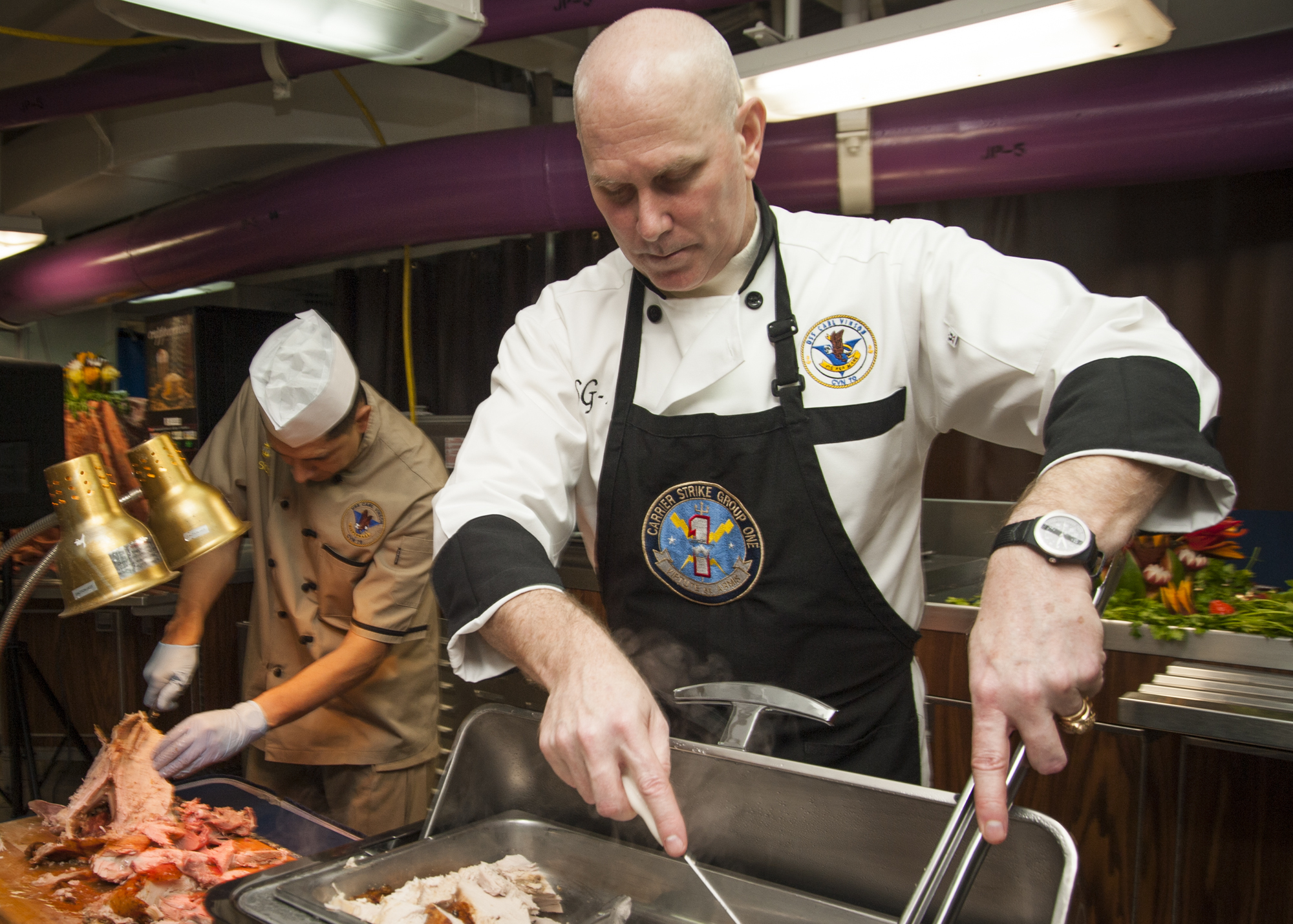
Командующий ударной авианосной группой № 1, контр-адмирал Грейди, готовит обед в честь Дня благодарения для матросов авианосца USS Carl Vinson,27 ноября 2014 года.

Кристофер Грейди родился в г. Портсмут, штат Виргиния. Вырос в г. Ньюпорт, штат Род-Айленд. Окончил университет Нотр-Дам. После прохождения программы подготовки Корпуса офицеров военно-морского резерва в 1984 году, был зачислен в ВМС США в чине энсайна. Грейди с отличием окончил Джорджтаунский университет, получив звание магистра искусств в области исследования национальной безопасности. Одновременно он работал научным сотрудником дипломатической службы в Школе дипломатической службы Эдмунда А. Уолша. Также с отличием окончил Национальный военный колледж, получив звание магистра науки по делам национальной безопасности.
Первый службой в море для Грейди стал пост офицера центра боевой информации и подводной войны на борту корабля USS Moosbrugger (DD 980). В качестве начальника отдела он служил офицером по управлению вооружением и боевым системам на борту корабля USS Princeton (CG 59). Грейди командовал ротационной бригадой противоминной защиты Echo на борту корабля USS Chief (MCM 14). Затем Грейди стал командиром корабля USS Ardent (MCM 12) и отправился на нём в Персидский залив. В дальнейшем Грейди командовал кораблём USS Cole (DDG 67), развернутым в составе постоянных военно-морских сил НАТО в Средиземном море. Затем он возглавил 22-ю эскадру эсминцев, развернутую в Персидском заливе в качестве командира морского боя авианосной ударной группы Теодора Рузвельта (TRCSG) при поддержке операций «Несокрушимая свобода» и «Свобода Ираку».
На берегу Грейди сначала служил в штабе Объединенного комитета начальников штабов, а затем в качестве военно-морского помощника руководителя военно-морских операций. Он также служил на посту помощника начальника отдела по военно-политическим вопросам Европы и Евразии (ОПНАВ N524) в штабе руководителя военно-морских операций. Затем он работал исполнительным помощником начальника отдела законодательства ВМС. Затем он занимал должность исполнительного заместителя секретаря Совета национальной безопасности в Белом доме. Затем он занимал пост исполнительного помощника руководителя военно-морских операций.
Флаг-назначения Грейди включают посты: директора центра военно-морских операций (N2/3/5/7) командующего Тихоокеанским флотом США, командующего ударной авианосной группой № 1, командующего ударной авианосной группой авианосца «Карл Винсон», где он провёл десять месяцев в западной части Тихого океана и Персидского залива, провоя боевые действия в поддержке операции «Несокрушимая решимость». Затем он командовал надводными силами в Атлантике.
В звании вице-адмирала он командовал Шестым флотом с 28 октября 2016 года по 1 марта 2018 года, приняв командование от вице-адмирала Лизы Франкетти. 31 октября 2017 года Сенат США подтвердил повышение Грейди в звании до вице-адмирала и назначение на пост помощника председателя Объединённого комитета начальников штабов.
28 февраля 2018 года президент США Дональд Трамп номинировал Грейди для производства в адмиралы и назначение на пост командующего силами флота США USFFC (Силы флота США в Атланике). Номинация была подтверждена Сенатом 22 марта 2018 года. Грейди принял командование над USFFC и силами флота Северного командования 4 мая 2018 года и командующего Стратегическим командованием ВМС (NAVSTRAT) и Командованием объединенного морского компонента стратегического командования США (JFMCC) 1 февраля 2019 г.
1 ноября 2021 года президент США Джо Байден выдвинул Грейди на пост вице-председателя Объединённого комитета начальников штабов на смену генералу Джону Е. Хайтену. Слушание Сената по вопросу выдвижения было назначено на 2 декабря 2021 года, но было отложено из-за переговоров в Сенате о законе о разрешении на национальную оборону 2022 года. 16 декабря 2021 года кандидатура Грейди была одобрена голосованием, 20 декабря 2021 года он принял присягу на пост вице-председателя.

## Награды и знаки отличия
Кроме вышеперечисленных наград совет выпускников университета Нотр-Дам 28 сентября 2019 года наградил Грейди наградой преподобного Уильяма Корби. Эта награда была основана в 1985 году для выпускников, отличившихся на военной службе.
|  | Surface Warfare Officer Insignia                         |
|  | Command at Sea insignia                                  |
|  | Office of the Joint Chiefs of Staff Identification Badge |
|  | Presidential Service Badge                               |

|                             | Медаль «За выдающуюся службу»                                                         |
|                             | Медаль «За выдающуюся службу» (для ВМС)                                               |
|                             | Медаль «За отличную службу»                                                           |
|                             | Орден «Легион почёта» с четырьмя золотыми звёздами повторного награждения             |
|                             | Медаль «За похвальную службу» с четырьмя звёздами повторного награждения              |
|                             | Похвальная медаль (объединённая)                                                      |
|                             | Похвальная медаль с литерой «V» и тремя звёздами повторного награждения               |
|                             | Joint Service Achievement Medal                                                       |
|                             | Единая награда воинской части                                                         |
| Бронзовая звезда за службу  | Похвальная благодарность армейской воинской части с одной бронзовой звездой за службу |
|                             | Navy "E" Ribbon with three Battle «E» devices                                         |
|                             | Navy Expeditionary Medal                                                              |
| Бронзовая звезда за службу  | Медаль «За службу национальной обороне» с тремя звёздами за службу                    |
|                             | Медаль экспедиционных вооружённых сил                                                 |
| Бронзовая звезда за службу  | Медаль «За службу в Юго-Западной Азии» с одной звездой за службу                      |
|                             | Медаль «За службу в экспедиционных войсках глобальной войны с терроризмом»            |
|                             | Медаль «За участие в глобальной войне с терроризмом»                                  |
| Серебряная звезда за службу | Navy Sea Service Deployment Ribbon с серебряной звездой за службу                     |
|                             | Медаль Освобождения (Кувейт)                                                          |
|                             | Navy Expert Rifleman Medal                                                            |
|                             | Navy Expert Pistol Shot Medal                                                         |

- Surface Navy Association’s «Old Salt» Award[5]